# Schloss Rahstorf

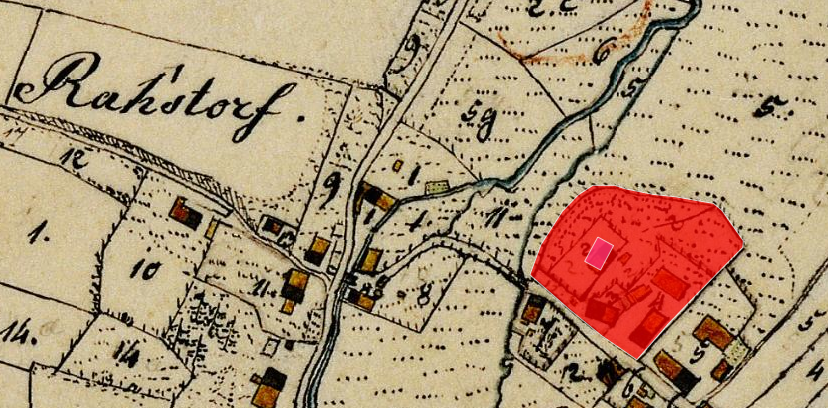
Lageplan von Schloss Rahstorf auf dem Urkataster von Bayern

Das abgegangene Schloss Rahstorf lag in dem heutigen Gemeindeteil Rahstorf der niederbayerischen Stadt Rottenburg an der Laaber im Landkreis Landshut. Die Anlage wird als Bodendenkmal unter der Aktennummer D-2-7338-0108 mit der Beschreibung „untertägige mittelalterliche und frühneuzeitliche Befunde im Bereich des abgegangenen Schlosses und des mittelalterlichen Turmhügels von Rahstorf“ geführt.

## Beschreibung
Das Schloss Rahstorf lag 50 m östlich der Kleinen Laber. An der Stelle von Schloss Rahstorf befand sich zuvor eine Turmhügelburg. Heute steht hier ein Bauernhof mit seinen Wohn- und Stallgebäuden auf einer mäßig künstlichen Erhöhung. Eine ringförmige Grabensenke lässt sich noch erahnen. Der Sitz war ein „ganz von Holz erbautes Herrenhaus“, dieses wurde bereits zu Beginn des 18. Jahrhunderts wegen Baufälligkeit geschleift und abgetragen.

## Geschichte
Als erster Hofmarksherr wird ein „Ludwig Greul zu Rachsdorf“ genannt, der 1388 zusammen mit dem Pfarrherrn von Andermannsdorf, Friedrich der Hokker, eine Verkaufsurkunde bezeugt. Das Geschlecht der Gräul, deren Wappen zwei Rosen zeigt, stellte zu dieser Zeit den Richter in der „güldenen Hofmarkt“ Leyerndorf. Ein „Friedrich der Gräul“ hatte 1396 die Veste Neuhaus inne. Um 1400 hatten die Greul die Burghut zu Wetterfeld inne. 1459 wird ein „Michael Gräul zu Rächsdorf“ genannt, von diesem geht die Hofmark in bürgerliche Hände über. Käufer war der Bürgermeister von Landshut, Dr. Georg Pollner. Als Nachfolger treten um 1526 die Herren von Asch auf, ebenfalls ein Landshuter Ratsherrengeschlecht. Ihr fester Sitz zu Rahstorf ist als Miniatur auf der Landtafel Apians dargestellt. Nach dem Dreißigjährigen Krieg üben die Herrschaft zunächst die Lösch aus, dann die Freiherren von Hilgertshausen.